# Wardia
Wardia là một chi rêu trong họ Wardiaceae.